# Partido Libertário de Minnesota
O Partido Libertário de Minnesota é um afiliado do Partido Libertário dos Estados Unidos. O presidente do partido atualmente é Bob Odden.
Os signatários originais da carta da LPMN, considerados os fundadores da LPMN e da primeira Comissão Executiva, foram Ed Contoski (presidente), Rich Kleinow (vice-presidente), Claudia Jensen (tesoureira), Charles Brekke (secretário).
Foram eleitos pelo partido Alicia Ascheman, conselho escolar da Pine City (eleita em novembro de 2013) e Roger Parras, Conselho Municipal de São Pedro (eleito em novembro de 2013).